# Eka Vogelnik
Eka (Alenka) Vogelnik [Ėka Alėnka Vógelnik], slovenska arhitektka, slikarka, ilustratorka, snovalka, izdelovalka in animatorka lutk, pisateljica, producentka, režiserka, scenografinja, kostumografka in glasbenica, * 5. julij 1946, Ljubljana, † november 2024.

## Življenje
Eka (Alenka) Vogelnik je otroška leta (do l. 1952) preživela v Beogradu, nadaljevala šolanje v Ljubljani in maturirala na klasični gimnaziji. Študij je nadaljevala in leta 1971 diplomirala na Fakulteti za arhitekturo (tedaj se imenovala Fakulteta za arhitekturo, gradbeništvo in geodezijo – FAGG, oddelek arhitektura,) pri prof. Marjanu Mušiču, leta 1974 pa še na Akademiji za likovno umetnost (tedaj ALU, oddelek slikarstvo), pri prof. Janezu Berniku.
Bila je vsestranska umetnica, najbolj dejavna pa je bila na plesno-lutkovnem področju, kjer se je poleg pisanja scenarijev, snovanja in izdelave scenografij ter režije posvečala razvijanju in animaciji gledaliških, televizijskih in filmskih lutk. 
Na Fakulteti za socialno delo Univerze v Ljubljani je uvedla in predavala področje Ustvarjalna uporaba lutk v socialnem delu.

## Družina
Umetnost je bila v tej družini doma. Tako je bila znana in vsestranska umetnica  tudi njena mati, arhitektka, slikarka, ilustratorka ter plesalka in koreografka Marija Vogelnik, ki je bila med drugim med ustanovitelji šole za industrijsko oblikovanje in Kinetikon, KUD, v katerem je bila med drugim tudi navdih za BibaMico v Bisergori. V mladih letih je bil odličen violinist tudi njen oče Dolfe Vogelnik, dokler je temu mogel namenjati dovolj časa, in glasba ter gib (tako ples kot animacija lutk) ter oblika (arhitektura in likovnost) so bili  ves čas družinska tradicija. Po uporabi mnogo vrst umetnosti tudi v terapevtske namene je bila znana njena starejša sestra, arhitektka in oblikovalka, ter režiserka Mojca Vogelnik. Njena starejša hči Ajda je arhitektka, s petjem, lutkarstvom, oblikovanjem in vizualnimi umetnostmi pa se ukvarja njena mlajša hči Brina. 
Glasbena tradicija v družini pa je še daljša in širša: njen ded, literarni zgodovinar, etnolog in jezikoslovec Ivan Grafenauer je bil sin organista pri cerkvi na Peravi (zdaj Beljak), sorodnika Jožef  Grafenauer in njegov sin Franc Grafenauer pa sta bila znana slovenska koroška izdelovalca orgel. Njena sestrična je flavtistka Irena Grafenauer, njen bratranec kitarist Andrej Grafenauer.

## Dela

### Knjige
- Knjiga za deževne dni (1986) cobiss[mrtva povezava]
- Igračke za deževne dni (1988) cobiss Arhivirano 2016-03-04 na Wayback Machine.
- Ročne lutke za deževne dni (1988) cobiss[mrtva povezava]
- Ilustracije, maske, kostumi (1989) cobiss

### Radijske igre za otroke
- O miški, ki si je trebušček raztrgala (1998) (soavtorstvo z Marijo Vogelnik) cobiss cobiss[mrtva povezava]
- Dušica majcena (1999) (soavtorstvo z Marijo Vogelnik)
- O deklici, ki je prehitro rasla (1999) (soavtorstvo z Marijo Vogelnik) cobiss

### Ilustracije
- 1974 - Na milijarde sonc (Claude Cénac) cobiss[mrtva povezava]
- 1975 - Povestice (Lev Nikolajevič Tolstoj) cobiss[mrtva povezava]
- 1977 - Japonske pravljice cobiss
- 1978 - Devet fantov in eno dekle (Gitica Jakopin) cobiss Arhivirano 2016-03-04 na Wayback Machine.
- 1978 - Mišek zmagovalec: afriške ljudske pripovedi cobiss Arhivirano 2016-03-04 na Wayback Machine.
- 1980 - Veliki človek ali Kako je naš Peter zapisal partizanske zgodbe in opisano življenjsko pot kakšnega našega velikega človeka (Marija Vogelnik) cobiss Arhivirano 2016-03-04 na Wayback Machine.
- 1984 - Kaj je kdo rekel in česa kdo ni (Ifigenija Simonović) cobiss[mrtva povezava]
- 1984 - Veli Jože cobiss[mrtva povezava]
- 1985 - Pravljica (Marjan Rožanc) cobiss[mrtva povezava]
- 1985 - Srnjaček (Karel Grabeljšek) cobiss Arhivirano 2016-03-04 na Wayback Machine.
- 1986 - Kam barčica kam deščica (Marija Vogelnik) cobiss Arhivirano 2016-03-04 na Wayback Machine.
- 1987 - Igrajmo se gledališče (Miroslav Slana) cobiss Arhivirano 2016-03-04 na Wayback Machine.
- 1987 - Marcovaldo ali Letni časi v mestu (Italo Calvino) cobiss Arhivirano 2016-03-04 na Wayback Machine.
- 1987 - Pravljica o vodni kapljici (Jože Snoj) cobiss Arhivirano 2016-03-04 na Wayback Machine.
- 1988 - Moč svetlobe (Issac Bashevis Singer) cobiss Arhivirano 2016-03-04 na Wayback Machine.
- 1988 - Igračke za deževne dni (Eka (Alenka) Vogelnik) cobiss Arhivirano 2016-03-04 na Wayback Machine.
- 1989 - Zavodske zgodbice (Zdravko Zupančič) cobiss Arhivirano 2016-03-04 na Wayback Machine.
- 1990 - Dlan polna zvezd (Rafik Schami) cobiss Arhivirano 2016-03-04 na Wayback Machine.
- 1990 - Pravljica o jari kači (Ivo Svetina) cobiss Arhivirano 2016-03-04 na Wayback Machine.
- 1991 - Makalonca (Fran Saleški Finžgar) cobiss[mrtva povezava]
- 1992 - Svet v naprstniku (Ervin Fritz) cobiss Arhivirano 2016-03-04 na Wayback Machine.
- 1993 - Kako se dan lepo začne (Vinko Möderndorfer) cobiss Arhivirano 2016-03-04 na Wayback Machine.
- 1994 - Božični duh: izbrane božične pripovedi (Charles Dickens) cobiss Arhivirano 2016-03-04 na Wayback Machine.
- 1995 - Knjiga te poberi! in druge skrivnostne zgodbe o očetu Brownu (G. K. Chesterton) cobiss Arhivirano 2016-03-04 na Wayback Machine.

## Filmografija

### Režija
- Makalonca (1994)
- En prišparan tolar (1999)
- Pozabljene knjige naših babic - Trdoglav in Marjetica (2001)
- Povodni mož (2009)

### Scenarij
- En prišparan tolar (1999)
- Pozabljene knjige naših babic - Trdoglav in Marjetica (2001)
- Povodni mož (2009)

### Scenografija
- Makalonca (1994)
- En prišparan tolar (1999)
- Pozabljene knjige naših babic - Trdoglav in Marjetica (2001)

### Kostumografija
- En prišparan tolar (1999)
- Pozabljene knjige naših babic - Trdoglav in Marjetica (2001)

## Nagrade
- Zlatno pero (Beograd), 1980 in 1989
- Zlatni lovor vijenec (Sarajevo) , 1990[2]
- Zlata plaketa 2022 Javnega sklada Republike Slovenije za kulturne dejavnosti za življenjsko delo[9]